# Mounira Solh
Mounira Solh, född 1911, död 2010, var en libanesisk feminist och aktivist för rörelsehindrades rättigheter.
Hon är känd för sin verksamhet för rörelsehindrade personer i Libanon, och grundade Al Amal Institute for the Disabled 1959, och Association of the Parents of Mentally Disabled Children in Lebanon 1984. 
Hon blev 1960 den andra kvinnan att (utan framgång) ställa upp i valet efter införandet av rösträtten 1952. 